# Masyumi

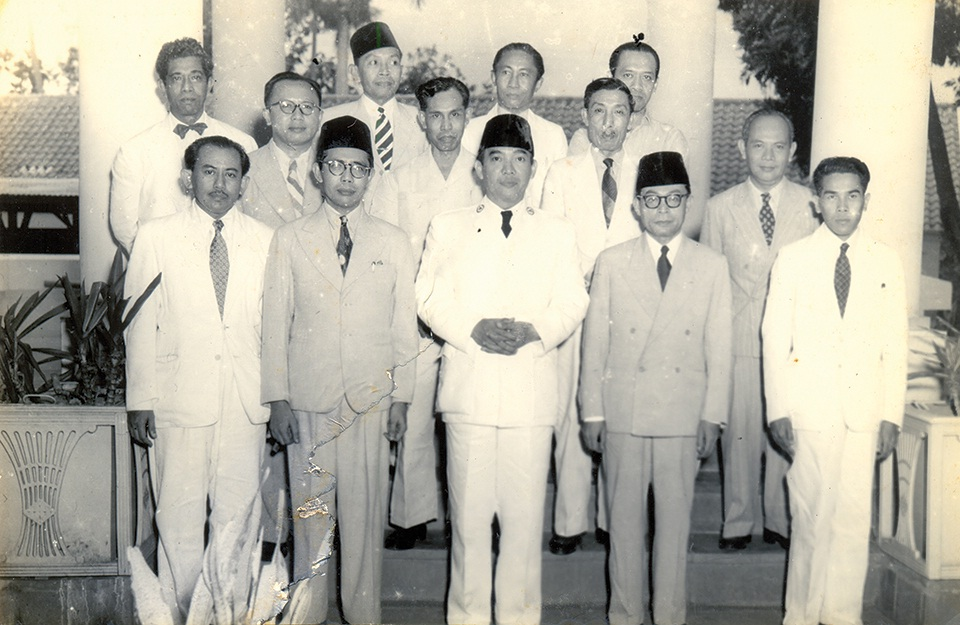
Mohammad Natsir, au premier rang, 2e à partir de la gauche, premier ministre (septembre 1950-mars 1951) et dirigeant du Masyumi. À droite de Natsir, Soekarno, président de la République, et Hatta, vice-président.

Le Masyumi (abréviation de Majelis Syuro Muslimin Indonesia, « assemblée des musulmans d'Indonésie ») est un parti politique indonésien dont l'objectif était de promouvoir une politique fondée sur les principes de l'islam, dans une vision moderniste et dans le respect des principes démocratiques.
Aux élections de 1955, les premières dans l'histoire de l'Indonésie, dont l'indépendance avait été proclamée en 1945, le Masyumi était arrivé en 3e position, derrière le PNI nationaliste et religieusement neutre, et la Nahdlatul Ulama, grande organisation socio-culturelle musulmane qui défendait une conception traditionaliste de la place de l'islam dans la société indonésienne, et devant le Parti communiste indonésien. Ces résultats seront considérés comme un échec par le Masyumi, qui était convaincu de représenter l'opinion de la grande majorité des Indonésiens, dont plus de 80 % étaient être de confession musulmane. Face à une coalition, ils obtiennent 20% des sièges au parlement et sont représentés par un des deux premiers ministres de la coalition. La coalition sera dissoute en 1957 avec le lancement de la « démocratie dirigée » par Soekarno. 
Cet événement démontre à l’époque qu’il possible pour un mouvement islamiste d’intégrer la politique et de prendre le poste de Premier Ministre. 
Déçu de cette expérience électorale, le Masyumi se rapprochera de la rébellion du Darul Islam, qui avait éclaté en 1949 avec la proclamation dans l'ouest de Java d'un État islamique en Indonésie (Negara Islam Indonesia). Cette position vaudra au Masyumi d'être interdit par le régime de Soekarno en 1960.